# Lamia (thành phố)
Lamia (thành phố) (tiếng Hy Lạp: Λαμία, Lamia) là một thành phố thuộc tỉnh Trung Hy Lạp, Hy Lạp.  Thành phố Lamia (thành phố) có tổng diện tích km2, dân số năm năm 2011 là 102.420 người. Đây là thành phố lớn thứ 10 của Hy Lạp.

## Lịch sử
Mặc dù có người ở từ thiên niên kỷ thứ 5 trước Công nguyên, thành phố lần đầu tiên được đề cập đến sau trận động đất năm 424 trước Công nguyên, khi nó là một căn cứ quân sự quan trọng Spartan. Nó bị chiếm đóng bởi Alexander của Macedon. Sau cái chết của Alexander, người Athens, những người Hy Lạp khác nổi dậy chống lại Macedonia. Antipatros, nhiếp chính của Macedon, nơi trú ẩn đằng sau các bức tường lớn của thành phố (Lamian Chiến tranh 323 BC-322 BC). Chiến tranh kết thúc với cái chết của Athens nói chung Leosthenes, và sự xuất hiện của một đội quân 20.000 người hùng mạnh Macedonia. Lamia sau đó phát triển thịnh vượng, đặc biệt là trong thế kỷ thứ 3 trước Công nguyên dưới Aetolian quyền bá chủ, đã kết thúc khi Manius Acilius Glabrio sa thải các thành phố trong BC 190. Lamia đã trở thành một phần của nhà nước Hy Lạp hiện đại vào năm 1829 trở thành một thành phố biên giới (biên giới đã được rút ra tại một trang web được gọi là "Taratsa" chỉ về phía bắc của Lamia).